# 旌阳街道
旌阳街道，是中华人民共和国四川省德阳市旌阳区下辖的一个乡镇级行政单位。

## 行政区划
旌阳街道下辖以下地区：
文昌社区、北光社区、光华社区、龙桥社区、堰塘坝社区、米市坝社区、西小区社区、西外街社区、陕西馆社区和文庙社区。